# Parathyestes roseolata
Parathyestes roseolata är en skalbaggsart som beskrevs av Stefan von Breuning 1980. Parathyestes roseolata ingår i släktet Parathyestes och familjen långhorningar.
Artens utbredningsområde är Filippinerna. Inga underarter finns listade i Catalogue of Life.